# Ircinia oros
Ircinia oros är en svampdjursart som först beskrevs av Schmidt 1864.  Ircinia oros ingår i släktet Ircinia och familjen Irciniidae. Inga underarter finns listade i Catalogue of Life.